# 3 Pułk Grenadierów Pieszych Gwardii Cesarskiej
3 Pułk Grenadierów Pieszych Gwardii Cesarskiej (fr. 3e Régiment de Grenadiers-à-Pied de la Garde Imperiale) – pułk piechoty Gwardii Cesarskiej I Cesarstwa Francuskiego.
Istniał w latach 1811–1813 i 1815. Jego żołnierze brali udział w licznych działaniach zbrojnych okresu wojen napoleońskich.

## Nazwy historyczne pułku

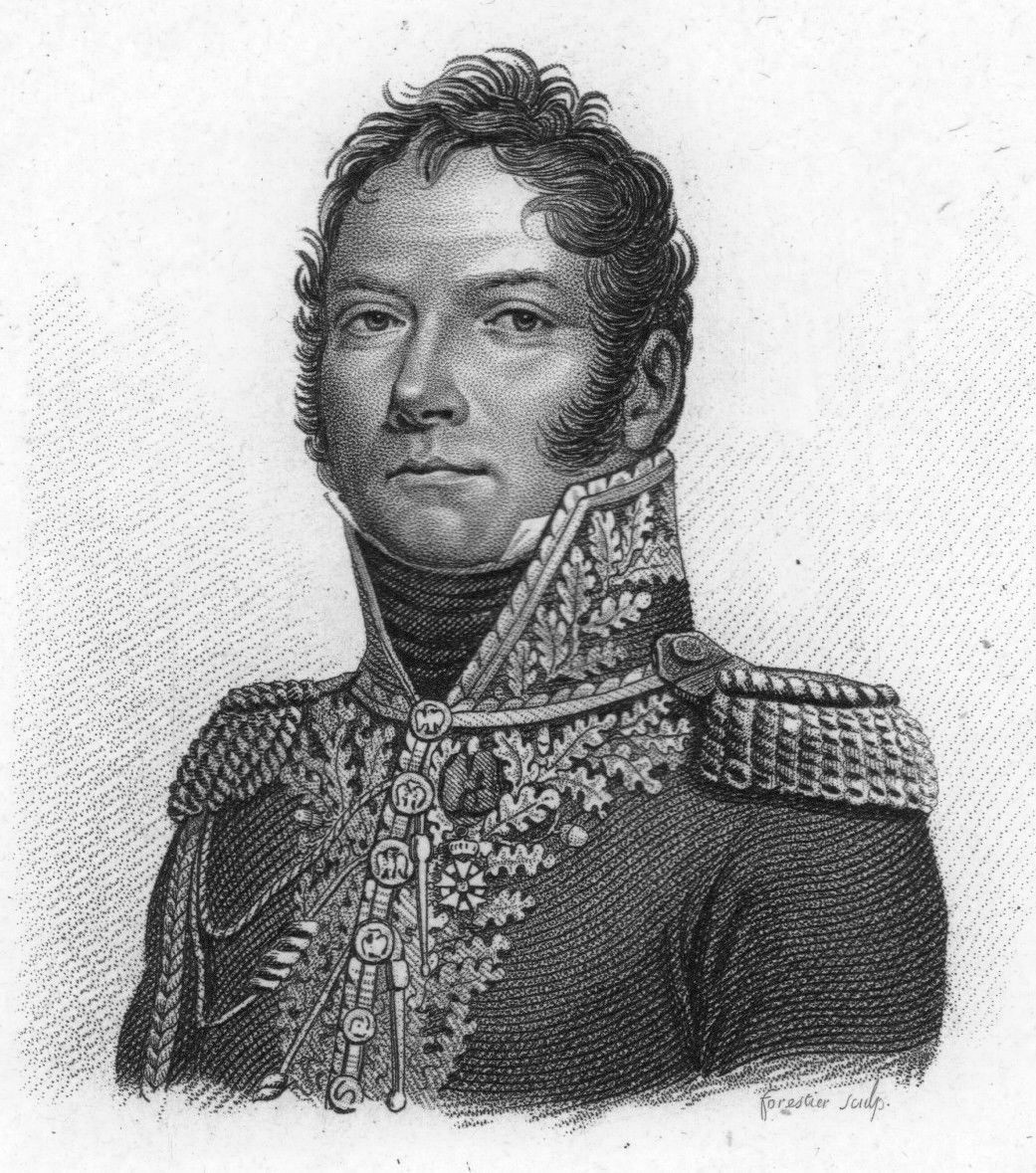
Paul-Jean-Baptiste Poret de Morvan (1777–1834), d-ca pułku w 1815

- 1810 – Régiment de Grenadiers de la Garde Royale Hollandaise
- 1811 – 3e Régiment Grenadiers-à-Pied de la Garde Imperiale
- 1815 – 3e Régiment Grenadiers-à-Pied de la Garde Imperiale

## Dowódcy
- 1811: Ralph-Dundas Tindal
- 1815: Paul-Jean-Baptiste Poret de Morvan
- 1815: Louis Harlet